# Reforma o ruptura
«Reforma o ruptura» fue el debate que se presentó durante la Transición española para la salida de la dictadura de Francisco Franco.
La estabilidad social durante la transición se ha presentado habitualmente como un ejemplo de transición pacífica. Tras la muerte de Franco, la mayor parte de los españoles estaban desinformados y despolitizados, aunque expectantes, sin saber qué devenir acontecería. El grado de movilización social y concienciación política era muy escaso, visible por ejemplo en los porcentajes de afiliación política o sindical, con una Ley de Asociaciones Políticas muy restrictiva que no fue promulgada hasta 1974. Sin embargo se produjeron movilizaciones importantes con relación a la reclamación de amnistía, como las efectuadas en Madrid, protestas que nunca amenazaron directamente la estabilidad política. La dimensión de las movilizaciones fue mucho mayor en las provincias de Álava, Guipúzcoa, Vizcaya y Navarra en la lucha por la amnistía y la ikurriña, con una durísima represión. En Cataluña la movilización fue menos radical, pero no por ello menos importante.

## Tardofranquismo
Desde los años finales del franquismo, pero sobre todo desde el denominado espíritu del 12 de febrero de 1974, los denominados aperturistas del régimen intentaban que la transición que necesariamente habría de abrirse tras la inevitablemente próxima muerte de Franco, fuera por cauces moderados y no representara un vuelco político que afectara a los intereses sociales y económicos establecidos; estaban dispuestos a una reforma que transformara las instituciones franquistas, pero con una continuidad institucional que garantizara esa moderación. El llamado búnker involucionista había perdido la figura de Luis Carrero Blanco (asesinado por ETA meses antes), pero sus conexiones con el ejército le hacían una fuerza que había que considerar. Por su parte, la oposición democrática, formada por partidos ilegales, se organizó precariamente en instituciones de coordinación que se fusionaron en la denominada Platajunta. Las conexiones internacionales de unos y otros mantuvieron una discreta presencia, sobre todo la diplomacia de Francia y Estados Unidos, que vigilaba atentamente el clima prebélico del Sahara español, y movimientos políticos como la Internacional Socialista.

## Primer gobierno de la Monarquía
Tras la muerte de Franco (20 de noviembre de 1975), el primer gobierno de la monarquía se volvió a confiar a Carlos Arias Navarro, que no acertó a definir claramente el planteamiento reformista que el rey explícitamente le encargaba, presionado entre los sectores involucionistas y aperturistas del régimen. La oposición, impaciente, sólo veía como salida una ruptura que marcara una clara solución de continuidad con el franquismo, simbolizada en reivindicaciones como la amnistía, la legalización de todos los partidos políticos y sindicatos, y la concesión de estatutos de autonomía.

## Liquidación institucional del franquismo
El nombramiento del relativamente desconocido Adolfo Suárez (3 de julio de 1976) para la presidencia del gobierno se planteó como un juego táctico en el que el rey y Torcuato Fernández Miranda (presidente de las Cortes y del Consejo del Reino) aislaron a los elementos más involucionistas, pero también a los aperturistas más conspicuos y rechazados por estos (como Manuel Fraga o José María de Areilza). A partir de ese momento se fue avanzando en el proceso de reforma impulsado desde el gobierno, en diálogo discreto con la oposición y con un permanente ruido de sables proveniente del sector involucionista, alentado por terrorismos de muy distinto signo como fueron el de ETA, el GRAPO, y el de extrema derecha. Este último en algunos casos fue organizado y utilizado desde los servicios de inteligencia con el conocimiento gubernamental, mientras que en los primeros se intentaba realizar infiltraciones para desmontarlos. Uno de los periodos álgidos de violencia durante la transición fue en el mes de enero de 1977, que entre otros acontecimientos, se produjo la matanza de abogados laboralistas. Sin embargo en este periodo los altercados en las calles fue habitual, con víctimas mortales que se sumaban a las que se producían en controles policiales colocados en las carreteras, con una mayor intensidad en el País Vasco y Navarra (que en entonces se debatían en una posible unión política) donde se produjeron diversos episodios de especial virulencia como fueron los sucesos de Vitoria, los sucesos de Montejurra, la Semana proamnistía de mayo de 1977 o los Sanfermines de 1978, entre otros sucesos.
Previamente, la votación de la Ley para la Reforma Política por las Cortes franquistas (18 de noviembre de 1976, que se denominó harakiri o suicidio político) y el referéndum consiguiente (15 de diciembre de 1976) no contaron con el apoyo de la oposición, que seguía propugnando la ruptura y pidió la abstención activa. La legalización del Partido Comunista de España (9 de abril de 1977) puede considerarse un punto de inflexión en la obtención de esa confianza. Las elecciones, que según la letra de la Ley podrían entenderse como una simple renovación del antiguo sistema de nombramiento de procuradores, se convirtieron por la fuerza de los hechos en un cambio más profundo: aunque fue el centro (la UCD), y no la izquierda quien las ganó, en la mesa de edad del Congreso estaban Dolores Ibárruri (La Pasionaria, que ya había sido diputada comunista en 1936) y Rafael Alberti. En los escaños se sentaban muchos que habían sufrido la represión política y social del franquismo, presos políticos y exiliados; entre ellos Santiago Carrillo, cuya entrada clandestina a España meses antes había generado una gran tensión. Las primeras decisiones que fueron tomando dejaron clara la profundidad de los cambios que se iban a tomar, entre ellos que no se iban a respetar los principios inmutables del Movimiento Nacional y la voluntad de redactar una Constitución de nuevo cuño que preveía el artículo 3 de la ley para la reforma política. Este artículo encomendaba la iniciativa constitucional al gobierno o al congreso, y la obligatoriedad de que la carta magna para ser aprobada debía ser votada positivamente por la mayoría absolutada de las Cortes y refrendada por el pueblo español en referéndum.

## Ruptura descartada: Reforma pactada o Ruptura pactada
El  proyecto de reforma que llevó Manuel Fraga al gobierno de Carlos Arias Navarro, en que sólo se pactaría entre los distintos sectores del régimen, fracasó totalmente. No se pudo llevar a cabo porque la oposición democrática clandestina ya estaba organizada en la llamada Coordinación Democrática, más conocida como la Platajunta.
Sin embargo la mayor parte de los autores hablan de la transición como un periodo de reforma del poder.
Según el catedrático de Historia Juan Pablo Fusi la "Ruptura" quedó descartada ya en 1976, tal como escribió en 1995:

La "ruptura", la aspiración histórica de la oposición a lo largo de numerosos años de resistencia antifranquista, quedaba descartada. El PSOE así lo entendió. En el congreso que celebró en diciembre en Madrid aceptó de hecho, pese a ciertas declaraciones puramente cosméticas, participar en el juego electoral. A los comunistas no les quedó más alternativa que forzar los acontecimientos. Santiago Carrillo se presentó en Madrid el 10 de diciembre, pese a que el Partido Comunista seguía siendo un partido ilegal (Carrillo sería detenido el día 23). El Gobierno, que aún retrasaría la legalización del partido hasta la primavera de 1977, se vio obligado a reconocer de hecho la existencia del PCE; el PCE, el partido creador de la tesis de la "ruptura", aceptó, también de hecho, la reforma política
Juan Pablo Fusi.

De la misma forma lo mencionan también distintos intelectuales, políticos y analistas de este periodo. Así lo hicieron, el político franquista reformista Miguel Herrero de Miñón, el analista Javier Pradera, el también franquista reformista Miguel Primo de Rivera y Urquijo, el político socialista Alfonso Guerra, el historiador Manuel Álvarez Tardío, o el dramaturgo vinculado a la izquierda abertzale Alfonso Sastre, quien nunca ha cejado en su lucha por la ruptura. Aunque en algunos casos con matizaciones como la de Juan Luis Cebrián, el que fuera director de El País desde su creación en mayo de 1976 hasta 1988, que indica que esta discusión se saldó con un resultado ambiguo:

La discusión [entre Ruptura y Reforma] se saldó con un resultado ambiguo, aunque eficaz: se adoptaron métodos reformistas, mediante la votación de leyes que facilitaran la convocatoria de elecciones generales y la apertura de un periodo constituyente; se estableció un compromiso con la Corona y se dio paso a un régimen de nueva planta, construido sobre el suicidio o la transformación profunda de la derecha que había sustentado el anterior.
Juan Luis Cebrián.

Rafael del Águila Tejerina en su trabajo "La transición a la democracia en España: Reforma, Ruptura y consenso" señala la imposibilidad para la ruptura asumida por la izquierda: 

La izquierda continuamente justificó sus pactos con el siguiente argumento: la cada vez más clara imposibilidad social y política de lograr la ruptura contando tan sólo con las propias fuerzas. Expresado con otro lenguaje: la correlación de fuerzas no era favorable. No era posible realizar la ruptura bajo la hegemonía de las «clases populares» más decididamente antifranquistas. Son excepciones naturalmente los análisis de grupos de extrema izquierda que seguían utilizando las consignas de ruptura ahora parcial o totalmente abandonadas por los grupos de izquierda que años atrás las habían fletado.
 La derecha, por su lado, se justificaba señalando que sólo el pacto, la reforma pactada, era vía segura y democrática a un régimen democrático. Era necesario «salir del franquismo» tras una reforma pacífica que se diferenciara claramente de una ruptura «violenta y revanchista». Ya aquí aparecen una serie de identificaciones que la reforma realiza entre algunos términos y que van a ir desarrollándose hasta formar el hilo de un discurso de falsas identidades del que nos ocuparemos a continuación.
Rafael del Águila Tejerina

 Este autor continúa su trabajo afirmando que, a través del pacto constitucional, algunos autores (como el profesor Pedro de Vega o el político Miquel Roca) manifiestan que se realizó en realidad una ruptura consensuada que demolió el anterior régimen.
Ese mismo posicionamiento de ruptura es el que defiende el periodista y escritor Javier Cercas, quién asevera en su laureada obra Anatomía de un instante que la transición se fijó en el marco de una ruptura pactada: 

...a principios de 1976 el secretario general [por Santiago Carrillo] introdujo un matiz terminológico en su discurso y dejó de hablar de «ruptura democrática» para hablar de «ruptura pactada» (...) La predicción de Carrillo fue exacta. O casi exacta: Suárez no sólo llevó la negociación que condujo a la ruptura; también la formuló en unos términos que nadie esperaba: para Carrillo, para la oposición democrática, para los reformistas del régimen, la disyuntiva política del posfranquismo consistía en elegir entre la reforma del franquismo, cambiando su forma pero no su fondo, y la ruptura con el franquismo, cambiando su forma para cambiar su fondo; Suárez sólo tardó unos meses en decidir que la disyuntiva era falsa: entendió que en política la forma es el fondo, y que por tanto era posible realizar una reforma del franquismo que fuese en la práctica una ruptura con el franquismo.

El historiador Santos Juliá también concibe el proceso hacía la democracia como una ruptura pactada:

La ruptura, que siempre se había entendido como vía pacífica a la democracia con el momento clave de una huelga general, comenzó a entenderse como vía negociada: ruptura dejó por completo de referirse al agente que debía conducir el proceso para designar únicamente su fin, una constitución. Sería, como la había bautizado Carrillo y la saludaron todos los demás, una ruptura pactada.

El mismo autor también cita: 

El proyecto de ruptura, tal como fue formulado en declaraciones conjuntas por los diferentes organismos de la oposición, fue en definitiva el que acabó realizándose excepto en un punto: no fue la oposición democrática la que dirigió el proceso a la democracia. Pero, señalada esta obviedad, no tiene mucho sentido lucubrar sobre qué tipo de democracia habría sido posible si el proyecto de ruptura –en resumen, unas elecciones generales de las que habría de salir unas Cortes que procedieran a elaborar una Constitución-hubiera sido conducido por la oposición. Se ha argumentado que al renunciar a dirigir el proceso y sumarse en definitiva al proyecto del Gobierno, la oposición abandonó en el camino la voluntad de instaurar un modelo de democracia diferente a la realmente existente. Pero a la hora de definir en qué consistiría este modelo inédito de democracia, nadie es, ni puede ser, muy específico: se lamenta que la democracia resultante no sea muy participativa, que los partidos hayan desarrollado tendencias oligárquicas, que la sociedad no esté muy movilizada, que la calidad de la democracia sea baja, que no sea, en definitiva, una democracia ciudadana. Pero todo esto se podría decir, en un grado u otro, de cualquier democracia de nuestro tiempo sin que pueda establecerse un vínculo entre los orígenes y el funcionamiento...

El político Alfonso Osorio expresa con claridad cómo la reforma que quería el Jefe del Estado, el rey Juan Carlos I, debía contemplar un Estado democrático y de Derecho que garantizase la igualdad y las libertades públicas de todos los ciudadanos.

El Rey tenía claro las siguientes ideas:

Primero, que tenía que haber un régimen de libertades igual para todos los españoles. Segundo, que en ese régimen de libertades la única forma de representación política era la democracia y que las cámaras debían ser elegidas por sufragio universal.

Esto me consta absolutamente. Además, el Rey sabía que las únicas monarquías que sobrevivían en el mundo eran las que estaban dentro de esa fórmula. El Rey pensaba con toda  sinceridad que él no podía ser un rey del siglo XVIII ni tan siquiera del siglo XIX.

El Rey estaba convencido de que el partido comunista tenía que estar dentro de la legalidad; entre otras cosas, porque todos los líderes políticos mundiales, con la excepción de algunos, como los norteamericanos, consideraban que en España no habría democracia si no estaban presentes todos los partidos.
Alfonso Osorio.

Desde otro punto de vista, algunos autores como el escritor militante del PCE Armando López Salinas, al considerar que se realizaba una reforma controlada, recuerda a Giuseppe Tomasi di Lampedusa al referirse que "las clases dominantes necesitan cambiar algo para que todo siga igual":

No se había logrado la ruptura y la incipiente democracia, democracia controlada, vigilada, comenzaba a caminar bajo el signo de la reforma. En ese contexto, y con la atenuación de las movilizaciones populares, el cambio fue pilotado fundamentalmente desde la Zarzuela a través de la UCD y Adolfo Suárez y también en menor medida por el PSOE. Vino a ocurrir lo dicho por Lampedusa en su novela "El Gatopardo", que es todo un tratado de filosofía política de las clases dominantes: es necesario que algo cambie para que todo siga igual. Se trata de garantizar hasta donde fuera posible, en una nueva situación política, el dominio de una oligarquía que se había ido pasando con armas y bagajes del campo dictatorial al de una monarquía constitucional.
Armando López Salinas